# Waldemar Leibmann
Waldemar Leibmann (* 9. Februar 1923 in Speyer; † 29. Mai 2004) war ein deutscher Verwaltungsjurist und Ministerialbeamter. Er war von 1967 bis 1973 Regierungspräsident der Regierungsbezirke Koblenz und Montabaur, wobei letzterer am 1. Oktober 1968 in das Koblenzer Pendant eingegliedert wurde.

## Leben
Leibmann wurde als Sohn eines Staatsbeamten geboren. Nach dem Abitur am Gymnasium in Würzburg absolvierte er ein Studium der Rechts- und Staatswissenschaften an der dortigen Universität. 1960 wurde er mit der Dissertation Pflichtgemäßes Ermessen des Gesetzgebers bei der Rechtsgestaltung im sozialen Rechtsstaat zum Doktor der Rechte promoviert. Nach Abschluss seines Studiums war er von 1954 bis 1967 als Beamter in der Staatskanzlei Rheinland-Pfalz tätig. Von 1967 bis 1973 amtierte er als Regierungspräsident des Regierungsbezirks Koblenz; ab 1967 bis zu dessen Auflösung 1968 war er in Personalunion auch Regierungspräsident von Montabaur. Er war seit 1957 Mitglied der CDU.
Ehrenamtlich wirkte Leibmann als Vorsitzender des DRK-Bezirksverbandes Koblenz-Montabaur und der Nassauischen Kulturstiftung.
Waldemar Leibmann war verheiratet mit Gertrud, geb. Soiderer. Sie hatten fünf Kinder. Er war Mitglied der katholischen Studentenverbindung KStV Normannia Würzburg.